# Mercedes Peón
Pour les articles homonymes, voir Peón.
Mercedes Peón Mosteiro, née à Oza dos Ríos en 1967, est une chanteuse et instrumentiste galicienne.

## Biographie
Mercedes Peón est considérée actuellement comme l'une des voix les plus importantes de Galice. Cornemuseuse de talent, elle commence en chantant dans le groupe Matto Congrio, même si elle n'apparaît pas sur le seul enregistrement effectué par le groupe.
Après avoir parcouru pendant des dizaines d'années les villages galiciens avec un enregistreur afin de sauver une partie du patrimoine oral, elle obtient quelques minutes par semaine dans le programme télévisé Luar où elle parle ethnographie musicale et présente le fruit de ses recherches.
Elle enregistre pour la première fois sur le premier album de Xosé Manuel Budiño, où elle interprète trois thèmes, marquant ainsi le début de la collaboration entre les deux musiciens.
Après avoir créé brievement le groupe Ajrú, dont le seul enregistrement se trouve sur la compilation Naciones Celtas II, la chanteuse continue à collaborer avec différents artistes, comme Os Diplomáticos de Monte-Alto et la Mano Negra, avant d'enregistrer son premier disque en solo, Isué (2000). Elle y donne son interprétation personnelle des thèmes qu'elle avait sauvegardés pendant des années sur son enregistreur. L'innovation est si frappante que les récompenses pleuvent dans son pays ainsi qu'à l'extérieur. Elle est récompensée du meilleur disque 2000 pour la revue Folkworld ainsi qu'une nomination pour Meilleure artiste de l'année sur BBC Radio 3.[réf. nécessaire] Le changement s'effectue aussi au niveau de son look : elle rase ses légendaires cheveux longs qui atteignaient sa ceinture.
En 2003, elle revient avec Ajrú, qui confirme sa lancée dans l'exploration world[évasif] et la diffusion d'un patrimoine.

## Discographie
- Isué (2000) ;
- Ajrú (2003) ;
- Sihá (2007) ;
- Sós  (2011) ;
- Deixaas (2018).